# 新型学問 はまる!ツボ学
『新型学問 はまる!ツボ学』（しんがたがくもん はまる!ツボがく）は、日本テレビ系列で2010年10月14日から2011年3月30日毎週水曜日23:58 - 翌0:29（JST、特別編成等で遅延の場合もあり。初回は木曜日0:28 - 0:59（水曜日深夜、JST）に放送されたバラエティ番組。略称は『ツボ学』。ハイビジョン制作。

## 概要
- 「日本ツボ学財団」が学会を開くという設定で、「民間研究員」こと専門家やマニアが自分のツボにはまる「新型学問」をトークやVTRを通して紹介する。
- 司会の2人とゲストの「ツボ学財団会員」2人が「ツボにはまったかどうか」を評価し、4ツボを獲得すると奨学金が授与される。
- 2011年3月16日放送分は、東日本大震災関連の『NEWS ZERO』拡大のため休止となった。なお、当日放送分と最終回は、1週繰り下げて代替放送され、3月30日をもって終了した。後枠は『幸せ!ボンビーガール』（第1期）。

## 司会
理事長
- 田村淳（ロンドンブーツ1号2号）

助手
- 佐藤麻衣

## ネット局
| 放送対象地域   | 放送局                             | 系列                                           | 放送曜日・時間      |
| -------------- | ---------------------------------- | ---------------------------------------------- | ------------------- |
| 関東広域圏     | 日本テレビ（NTV） 『ツボ学』制作局 | 日本テレビ系列                                 | 水曜 23:58 - 翌0:29 |
| 北海道         | 札幌テレビ（STV）                  | 日本テレビ系列                                 | 水曜 23:58 - 翌0:29 |
| 青森県         | 青森放送（RAB）                    | 日本テレビ系列                                 | 水曜 23:58 - 翌0:29 |
| 岩手県         | テレビ岩手（TVI）                  | 日本テレビ系列                                 | 水曜 23:58 - 翌0:29 |
| 宮城県         | ミヤギテレビ（MMT）                | 日本テレビ系列                                 | 水曜 23:58 - 翌0:29 |
| 秋田県         | 秋田放送（ABS）                    | 日本テレビ系列                                 | 水曜 23:58 - 翌0:29 |
| 山形県         | 山形放送（YBC）                    | 日本テレビ系列                                 | 水曜 23:58 - 翌0:29 |
| 福島県         | 福島中央テレビ（FCT）              | 日本テレビ系列                                 | 水曜 23:58 - 翌0:29 |
| 山梨県         | 山梨放送（YBS）                    | 日本テレビ系列                                 | 水曜 23:58 - 翌0:29 |
| 新潟県         | テレビ新潟（TeNY）                 | 日本テレビ系列                                 | 水曜 23:58 - 翌0:29 |
| 長野県         | テレビ信州（TSB）                  | 日本テレビ系列                                 | 水曜 23:58 - 翌0:29 |
| 静岡県         | 静岡第一テレビ（SDT）              | 日本テレビ系列                                 | 水曜 23:58 - 翌0:29 |
| 富山県         | 北日本放送（KNB）                  | 日本テレビ系列                                 | 水曜 23:58 - 翌0:29 |
| 石川県         | テレビ金沢（KTK）                  | 日本テレビ系列                                 | 水曜 23:58 - 翌0:29 |
| 福井県         | 福井放送（FBC）                    | 日本テレビ系列／テレビ朝日系列                 | 水曜 23:58 - 翌0:29 |
| 中京広域圏     | 中京テレビ（CTV）                  | 日本テレビ系列                                 | 水曜 23:58 - 翌0:29 |
| 近畿広域圏     | 読売テレビ（ytv）                  | 日本テレビ系列                                 | 水曜 23:58 - 翌0:29 |
| 鳥取県・島根県 | 日本海テレビ（NKT）                | 日本テレビ系列                                 | 水曜 23:58 - 翌0:29 |
| 広島県         | 広島テレビ（HTV）                  | 日本テレビ系列                                 | 水曜 23:58 - 翌0:29 |
| 山口県         | 山口放送（KRY）                    | 日本テレビ系列                                 | 水曜 23:58 - 翌0:29 |
| 徳島県         | 四国放送（JRT）                    | 日本テレビ系列                                 | 水曜 23:58 - 翌0:29 |
| 香川県・岡山県 | 西日本放送（RNC）                  | 日本テレビ系列                                 | 水曜 23:58 - 翌0:29 |
| 愛媛県         | 南海放送（RNB）                    | 日本テレビ系列                                 | 水曜 23:58 - 翌0:29 |
| 高知県         | 高知放送（RKC）                    | 日本テレビ系列                                 | 水曜 23:58 - 翌0:29 |
| 福岡県         | 福岡放送（FBS）                    | 日本テレビ系列                                 | 水曜 23:58 - 翌0:29 |
| 長崎県         | 長崎国際テレビ（NIB）              | 日本テレビ系列                                 | 水曜 23:58 - 翌0:29 |
| 熊本県         | くまもと県民テレビ（KKT）          | 日本テレビ系列                                 | 水曜 23:58 - 翌0:29 |
| 大分県         | テレビ大分（TOS）                  | 日本テレビ系列／フジテレビ系列                 | 水曜 23:58 - 翌0:29 |
| 宮崎県         | テレビ宮崎（UMK）                  | フジテレビ系列／日本テレビ系列／テレビ朝日系列 | 水曜 23:58 - 翌0:29 |
| 鹿児島県       | 鹿児島読売テレビ（KYT）            | 日本テレビ系列                                 | 水曜 23:58 - 翌0:29 |

## スタッフ
- ナレーター：竹田雅則、古市幸子
- 構成：ヒロハラノブヒコ、桝本壮志、松本真一、今井とおる、安達××、栗坂祐輝、前原卓磨
- TM：江村多加司（日本テレビ）
- SW：松嶋賢一
- CAM：大庭茂嗣
- MIX：白水英国
- VE：三山隆浩
- 照明：井口弘一郎
- 編集：鈴木裕司
- MA：植木俊彦
- 音効：岡田淳一
- 美術：三浦昭彦、波多野真理
- 美術協力：日テレアート
- 技術協力：NiTRO、麻布プラザ
- リサーチ：フォーミュレーション、フリード
- 広報：満松隆一郎（日本テレビ）
- TK：坂本幸子
- デスク：佐藤恵子
- 演出補：相馬令子、田中智子、神田忠輔、飯田亮太、稲葉芳士、稲元雅俊
- AP：枝松治義、吉川美由紀、森俊和、村越多恵子
- ディレクター：田中真之、広江孝吉、のび太郎（森伸太郎）、八島崇行、常盤俊郎、小野日出紀、近藤徹也、村松茂樹、春山孝宏
- 企画・演出：小俣猛
- プロデューサー：永井英樹、柴田雅美、稲冨聡、斉藤みさ子／寺内壯（日本テレビ）
- チーフプロデューサー：森實陽三（日本テレビ）
- 制作協力：吉本興業、モスキート
- 制作：AX-ON
- 製作著作：日本テレビ

### 過去のスタッフ
- チーフプロデューサー：三枝孝臣（日本テレビ）